# 엑셈
엑셈(Exem Co. Ltd.)는 대한민국의 시스템의 성능을 관리하는 소프트웨어 기업이다. 본사는 서울특별시 강서구 마곡중앙8로5길 40 (마곡동 785-1, (주)엑셈)에 위치해 있으며 대표이사는 고평석이다.
자회사로 신시웨이를 가지고 있다

## 실적
2023년 매출이 일부 성장한 반면 영업이익은 크게 감소하였으나 당기순이익은 증가했다. 2024년 상장 이후 처음으로 기보유 자사주를 전체 현물 배당하는 방식으로 배당을 실시했다.

## 상장
2015년 교보위드스팩과의 합병을 통해 코스닥시장에 상장하였다

## 사업
2017년 케이뱅크와 APM솔루션 인터맥스 공급계약을 체결한 적이 있으며 삼성전자, 삼성SDI 등 제조, 서비스 분야의 민간기업과 우리은행 등 금융사, 행정안전부 등 공공기관을 고객사로 두고 있다

## 같이 보기
- 신시웨이

## 참고문헌
1. ↑  리서치알음-엑셈, 2018. 02. 09
2. ↑  박장욱, 대신증권 ISSUE COMMENT-엑셈, 2023.05.18
3. ↑  엑셈 고평석 대표, “AI 보급 확산으로 공공 업무 혁신에 기여할 것”, 업계 뉴스, 2024.02.01
4. ↑  최종윤, 엑셈, 자회사 신시웨이 코스닥 상장예비심사 통과… 상장 절차 돌입, 인더스트리뉴스, 2023.07.16
5. ↑  엑셈, 작년 영업익 60% 급감…“올해 신사업으로 실적 개선”, 디지털데일리, 2024-03-20
6. ↑  엑셈, 상장 후 첫 배당...기보유 자사주 전체 현물 배당 실시, 디지털투데이, 2024.02.13
7. ↑  한국IR협의회 기업리서치센터-엑셈, 2024.05.21[깨진 링크(과거 내용 찾기)]
8. ↑  장우진, KB증권 Issue Searchlight 엑셈, 2017년 1월 17일
9. ↑  정혜윤, 한국IR협의회 기술분석보고서-엑셈, 2022.03.17.[깨진 링크(과거 내용 찾기)]